# Strucfoń
Strucfoń est un village de Pologne situé en Couïavie-Poméranie, dans le gmina (commune) de Lisewo,.

## Géographie

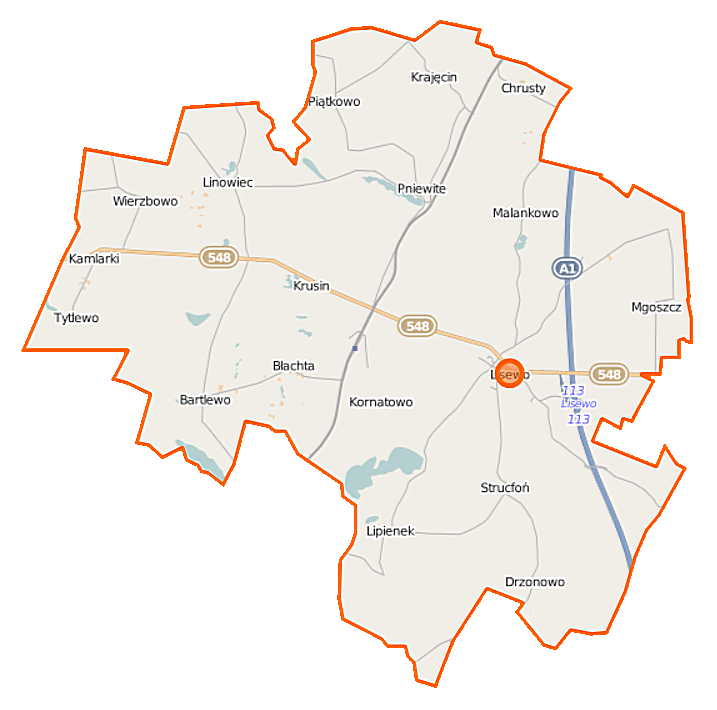
Carte de la gmina de Lisewo.